# Газі I
Газі I (араб. غازي; 21 березня 1912 — 4 квітня 1939) — іракський державний, політичний і військовий діяч, другий король країни з династії Хашимітів. Фельдмаршал іракської армії, адмірал флоту й маршал військово-повітряних сил. Загинув в автомобільній катастрофі.

## Життєпис
Був сином і спадкоємцем короля Фейсала I. Жив та виховувався у свого діда, Хусейна ібн Алі, поки його батько від'їжджав чи бився з турками. Через те виріс сором'язливим і недосвідченим юнаком. 1924 року залишив Хіджаз і переїхав до Багдада, де його проголосили спадковим принцом.
Після смерті батька був коронований новим монархом на іракському престолі. Газі, на відміну від свого батька, не був маріонеткою англійців, а намагався провадити самостійну політику. За часів його правління країною почали ширитись опозиційний і націоналістичний рухи. У жовтні 1936 року генерал Бакр Сідкі за підтримки лідера націоналістичної організації «Аль-Ахані» Хікмета Сулеймана здійснив у країні військовий переворот. Під час тих подій був убитий прем'єр-міністр Джафар аль-Аскарі.
Військові частини, що брали участь у заколоті ввійшли в Багдад і блокували королівський палац. Газі був змушений призначити Хікмета Сулеймана головою уряду. Втім, через гострі внутрішні суперечності, жодних реформ новий уряд здійснити не зміг і в серпні 1937 року пішов у відставку.
4 квітня 1939 року король загинув в автокатастрофі. Трагедія сталась після того, як він закликав до вторгнення до Кувейту з метою підкорення тієї країни Іраку. Іракці поставились до того заклику як до прояву панарабізму — прагнення об'єднати арабські країни. Загадкові обставини, за яких його авто врізалось у стовп ліхтаря, були сприйняті як свідчення того, що він став жертвою британської змови, в якій брав участь прем'єр-міністр Нурі аль-Саїд.